# Yoon Sam-yook
Yoon Sam-yook (en coréen : 윤삼륙 ; né le 25 mai 1937 à Séoul et mort le 2 juillet 2020) est un réalisateur et scénariste sud-coréen.

## Filmographie
- 1993 : Saleolilatda